# Jednotky sboru dobrovolných hasičů v okrese Brno-venkov
Jednotku sboru dobrovolných hasičů obce je podle § 68 zákona č. 133/1985 Sb., o požární ochraně,
povinna zřídit každá obec. Mnohé obce jich zřizují více. Své sbory dobrovolných hasičů zřizují též některé průmyslové, dopravní a jiné firmy.
Většina sborů má ve svém názvu buď celá slova Sbor dobrovolných hasičů nebo jen zkratku SDH, některé sbory však mají názvy tvořené jinak.
Sbory dobrovolných hasičů v Česku zastřešuje Sdružení hasičů Čech, Moravy a Slezska (SH ČMS),
sbory na Moravě včetně moravského Slezska Moravská hasičská jednota.

## Seznam

### Jednotky kategorie II
- 623 187 II/2 JSDH Zastávka

### Jednotky kategorie III
- 623 100 III/1 JSDH Babice nad Svitavou
- 623 101 III/1 JSDH Bílovice nad Svitavou
- 623 104 III/1 JSDH Blučina
- 623 197 III/1 JSDH Bratčice
- 623 112 III/1 JSDH Dolní Kounice
- 623 240 III/1 JSDH Dolní Loučky
- 623 116 III/1 JSDH Domašov
- 623 242 III/1 JSDH Doubravník
- 623 122 III/1 JSDH Drásov
- 623 180 III/1 JSDH Holasice
- 623 168 III/1 JSDH Hostěnice
- 623 125 III/1 JSDH Hrušovany u Brna
- 623 238 III/1 JSDH Ivančice-Němčice
- 623 133 III/1 JSDH Kanice
- 623 134 III/1 JSDH Ketkovice
- 623 136 III/2 JSDH Kuřim
- 623 141 III/1 JSDH Lelekovice
- 623 209 III/1 JSDH Lomnička
- 623 140 III/1 JSDH Maršov
- 623 150 III/1 JSDH Mokrá-Horákov
- 623 154 III/2 JSDH Moutnice
- 623 241 III/1 JSDH Nedvědice
- 623 237 III/1 JSDH Nosislav
- 623 158 III/1 JSDH Nová Ves
- 623 159 III/1 JSDH Ochoz u Brna
- 623 161 III/1 JSDH Ořechov
- 623 163 III/1 JSDH Oslavany
- 623 167 III/1 JSDH Pozořice
- 623 230 III/1 JSDH Přísnotice
- 623 185 III/1 JSDH Rosice
- 623 189 III/1 JSDH Řícmanice
- 623 190 III/1 JSDH Říčany
- 623 192 III/1 JSDH Sentice
- 623 193 III/1 JSDH Sokolnice
- 623 194 III/1 JSDH Střelice
- 623 195 III/1 JSDH Svatoslav
- 623 196 III/1 JSDH Syrovice
- 623 199 III/2 JSDH Šlapanice
- 623 205 III/1 JSDH Tišnov
- 623 217 III/1 JSDH Újezd u Brna
- 623 218 III/1 JSDH Veverská Bítýška
- 623 171 III/1 JSDH Viničné Šumice
- 623 220 III/1 JSDH Vranov u Brna
- 623 223 III/1 JSDH Zbraslav
- 623 227 III/2 JSDH Zbýšov
- 623 229 III/1 JSDH Žabčice
- 623 232 III/1 JSDH Žatčany
- 623 235 III/1 JSDH Židlochovice

### Jednotky kategorie V
- 623 102 V JSDH Biskoupky
- 623 103 V JSDH Blažovice
- 623 243 V JSDH Borač
- 623 244 V JSDH Borovník
- 623 105 V JSDH Březina
- 623 108 V JSDH Čebín
- 623 110 V JSDH Čučice
- 623 245 V JSDH Drahonín
- 623 106 V JSDH Heroltice
- 623 156 V JSDH Hlína
- 623 246 V JSDH Horní Loučky
- 623 117 V JSDH Javůrek
- 623 132 V JSDH Jiříkovice
- 623 251 V JSDH Kuřimské Jestřabí
- 623 250 V JSDH Kuřimská Nová Ves
- 623 247 V JSDH Kaly
- 623 248 V JSDH Katov
- 623 135 V JSDH Kobylnice
- 623 169 V JSDH Kovalovice
- 623 157 V JSDH Kratochvilka
- 623 249 V JSDH Křižínkov
- 623 138 V JSDH Lažánky
- 623 118 V JSDH Lesní Hluboké
- 623 146 V JSDH Medlov
- 623 147 V JSDH Mělčany
- 623 148 V JSDH Měnín
- 623 113 V JSDH Moravské Bránice
- 623 137 V JSDH Moravské Knínice
- 623 155 V JSDH Neslovice
- 623 204 V JSDH Nesvačilka
- 623 252 V JSDH Níhov
- 623 114 V JSDH Nové Bránice
- 623 253 V JSDH Olší
- 623 214 V JSDH Omice
- 623 201 V JSDH Ponětovice
- 623 172 V JSDH Prace
- 623 176 V JSDH Prštice
- 623 179 V JSDH Příbram
- 623 120 V JSDH Přibyslavice
- 623 254 V JSDH Rojetín
- 623 121 V JSDH Rudka
- 623 255 V JSDH Řikonín
- 623 260 V JSDH Senorady
- 623 178 V JSDH Silůvky [1]
- 623 170 V JSDH Sivice
- 623 256 V JSDH Skryje
- 623 198 V JSDH Sobotovice
- 623 224 V JSDH Stanoviště
- 623 211 V JSDH Štěpánovice
- 623 257 V JSDH Tišnovská Nová Ves
- 623 202 V JSDH Telnice
- 623 203 V JSDH Těšany
- 623 216 V JSDH Tvarožná
- 623 225 V JSDH Újezd u Rosic
- 623 258 V JSDH Újezd u Tišnova
- 623 152 V JSDH Velatice
- 623 221 V JSDH Vysoké Popovice
- 623 222 V JSDH Zakřany
- 623 259 V JSDH Žďárec
- 623 233 V JSDH Želešice
- 623 212 V JSDH Železné

### Jednotky kategorie VI (podnikové)
- 623 835 VI JSDHp HARTMANN Veverská Bítýška
- 623 892 VI JSDHp TOS Kuřim